# Jaycen Taylor
Jaycen Jarron Taylor, conosciuto anche come Jaycen Spears o Jaycen Taylor-Spears (Hawthorne, 22 agosto 1987), è un giocatore di football americano e allenatore di football americano statunitense.

## Carriera
Dopo aver frequentato la Leuzinger High School ha giocato a livello di college per il Los Angeles Harbour College e per l'Università Purdue.
Non selezionato dagli scout NFL nel 2010, ha successivamente giocato in Europa, inizialmente nei Panthers Parma (con i quali ha vinto due Italian Superbowl, nel 2011 e nel 2012, segnando 44 touchdown e correndo 2932 iarde per una media di 8,5 iarde per corsa), passando poi per una stagione ai Tirol Raiders e dal 2014 al 2017 agli Helsinki Roosters (con i quali ha vinto quattro Vaahteramalja, nel 2014, 2015, 2016 e 2017, la IFAF Europe Champions League 2014 e la IFAF Northern European Football League 2017). Per la stagione 2018 si è trasferito ai belgi Limburg Shotguns.

## Statistiche

### Pro Day 2010
40yd dash: 4.58

20yd dash: 2.61

10yd dash: 1.64

225 Lb. Bench Reps: 19

Vertical Jump: 33

Broad Jump: 09'07"

20yd Shuttle: 4.22

3-Cone Drill: 6.76

### Statistiche di gioco
|                                          |                                          |       |                | Corse      | Corse   | Corse          | Ricezioni   | Ricezioni | Ricezioni        | Altro          | Altro             | Altro    |       |
| Stagione                                 | Stagione                                 | G     | Yd All-purpose | Yd Portate | Portate | Yd Per portata | Yd Ricevute | Ricezioni | Yd Per passaggio | Yd Punt return | Yd Kickoff return | Yd Varie | TD    |
| ---------------------------------------- | ---------------------------------------- | ----- | -------------- | ---------- | ------- | -------------- | ----------- | --------- | ---------------- | -------------- | ----------------- | -------- | ----- |
| 2001-2004                                | 2001-2004                                | ?     | 2104+?         | 2104       | ?       | ?              | ?           | ?         | ?                | ?              | ?                 | ?        | 21    |
| Totale high school (Leuzinger Olympians) | Totale high school (Leuzinger Olympians) | ?     | 2104+?         | 2104       | ?       | ?              | ?           | ?         | ?                | ?              | ?                 | ?        | 21    |
| 2005                                     | 2005                                     | ?     | 1034           | 546        | ?       | ?              | 127         | ?         | ?                | 162            | 127               | 72       | 2     |
| Totale college (Harbour Seahawks)        | Totale college (Harbour Seahawks)        | ?     | 1034           | 546        | ?       | ?              | 127         | ?         | ?                | 162            | 127               | 72       | 2     |
| 2006                                     | BIG10                                    | 14    | 938            | 677        | 113     | 6.0            | 261         | 26        | 10.0             | 0              | 0                 | 0        | 5     |
| 2007                                     | BIG10                                    | 9     | 625            | 560        | 107     | 5.2            | 65          | 11        | 5.9              | 3              | 78                | 0        | 4     |
| 2008                                     | BIG10                                    | 1     | 0              | 0          | 0       | 0              | 0           | 0         | 0                | 0              | 0                 | 0        | 0     |
| 2009                                     | BIG10                                    | 12    | 504            | 387        | 70      | 5.5            | 117         | 11        | 10.6             | 0              | 72                | 0        | 6     |
| Totale college (Purdue Boilermakers)     | Totale college (Purdue Boilermakers)     | 36    | 2067           | 1624       | 290     | 5.62           | 443         | 48        | 9.2              | 3              | 150               | 0        | 15    |
| Totale college                           | Totale college                           | 36+?  | 3101           | 2170       | 290+?   | ?              | 570         | 48+?      | ?                | 165            | 277               | 72       | 17    |
| Totale giovanili                         | Totale giovanili                         | 36+?  | 5205+?         | 3887       | 290+?   | ?              | 570         | 48+?      | ?                | 165+?          | 277+?             | 72+?     | 38    |
| 2011                                     | IFL                                      | 11    | 1837           | 1215       | 138     | 8.8            | 256         | 20        | 12.8             | 0              | 366               | 0        | 29    |
| 2011                                     | EFL                                      | 1+?   | 79+?           | 71+?       | 15+?    | ?              | 18+?        | 2+?       | ?                | -10+?          | 0+?               | 0+?      | 1     |
| 2012                                     | IFL                                      | 13    | 2295           | 1717       | 206     | 8.3            | 108         | 14        | 7.7              | 0              | 470               | 0        | 22    |
| 2012                                     | EFL                                      | 1     | 146            | 129        | 11      | 11.7           | 17          | 2         | 8.5              | 0              | 0                 | 0        | 2     |
| Totale Panthers Parma                    | Totale Panthers Parma                    | 25+?  | 4278           | 3061       | 355     | 8.6            | 381         | 36        | 10.6             | 0              | 836               | 0        | 53    |
| 2013                                     | AFL                                      | 6     | 222+?          | 94         | 15      | 6.3            | 128         | 10        | 12.8             | ?              | 0                 | 0        | 5     |
| 2013                                     | EFL                                      | 3     | 413            | 35         | 4       | 8.8            | 200         | 10        | 20.0             | -4             | 112               | 70       | 4     |
| Totale Tirol Raiders                     | Totale Tirol Raiders                     | 9     | 635+?          | 129        | 19      | 6.8            | 328         | 20        | 16.4             | -4+?           | 112               | 70       | 9     |
| 2014                                     | VL                                       | 6     | 1037           | 482        | 65      | 7.4            | 267         | 22        | 12.1             | 0              | 288               | 0        | 14    |
| 2014                                     | CL                                       | 4     | 934            | 489        | 71      | 6.9            | 360         | 17        | 21.2             | 0              | 85                | 0        | 12    |
| 2015                                     | VL                                       | 9     | 1496           | 1277       | 154     | 8.3            | 188         | 15        | 12.5             | 0              | 31                | 0        | 17    |
| 2015                                     | CL                                       | 1+?   | 103+?          | 58+?       | 9+?     | ?              | 7+?         | 3+?       | ?                | 0+?            | 38+?              | 0+?      | 0+?   |
| 2016                                     | VL                                       | 10    | 1296           | 1186       | 142     | 8.4            | 88          | 5         | 17.6             | 0              | 22                | 0        | 10    |
| 2017                                     | VL                                       | 12    | 1360           | 841        | 95      | 8.8            | 317         | 16        | 19.8             | 0              | 202               | 0        | 11    |
| 2017                                     | NEFL                                     | 1     | 139            | 51         | 11      | 4.6            | 9           | 1         | 9.0              | 0              | 79                | 0        | 2     |
| Totale Helsinki Roosters                 | Totale Helsinki Roosters                 | 42+?  | 6262+?         | 4326+?     | 538+?   |                | 1229+?      | 76+?      |                  | 0+?            | 707+?             | 0+?      | 66+?  |
| 2018                                     | BAFL                                     |       |                |            |         |                |             |           |                  |                |                   |          |       |
| 2019                                     | BAFL                                     |       |                |            |         |                |             |           |                  |                |                   |          |       |
| Totale Limburg Shotguns                  |                                          |       |                |            |         |                |             |           |                  |                |                   |          |       |
| Totale campionati nazionali              | Totale campionati nazionali              | 67    | 9543           | 6812       | 815     | 8.4            | 1352        | 102       | 13.3             | 0+?            | 1379              | 0        | 108   |
| Totale coppe europee                     | Totale coppe europee                     | 9+?   | 1632+?         | 704+?      | 97+?    |                | 586+?       | 30+?      |                  | -4+?           | 276+?             | 70+?     | 20+?  |
| Totale squadre maggiori                  | Totale squadre maggiori                  | 72+?  | 10241+?        | 7027+?     | 841+?   |                | 1578+?      | 115+?     |                  | -4+?           | 1570+?            | 70+?     | 116+? |
| Totale                                   | Totale                                   | 112+? | 16380+?        | 11403+?    | 1212+?  |                | 2488+?      | 180+?     |                  | 161+?          | 1932+?            | 142+?    | 166+? |

Statistiche aggiornate alla stagione 2017.

## Palmarès

### College

#### Titoli di squadra
- 1 Motor City Bowl (2007)

#### Titoli personali
- All-Western State Conference selection (2005)
- Purdue Newcomer Award (2006)
- 1 Big Ten Sportsmanship Award (2007)

### Squadre di club

#### Titoli di squadra
- 2 Italian Superbowl (Panthers Parma: 2011, 2012)
- 4 Vaahteramalja (Helsinki Roosters: 2014, 2015, 2016, 2017)
- 1 IFAF Europe Champions League (Helsinki Roosters: 2014)
- 1 IFAF Northern European Football League (Helsinki Roosters: 2017)

#### Titoli personali
- IFAF Europe Champions League MVP (2014)
- Vaahteraliiga MVP (2014, 2017)
- Vaahteramalja MVP (2015)